# 1944 год в истории железнодорожного транспорта
1944 год в истории железнодорожного транспорта

## События
- 3 января — в Испании близ города Леон во время столкновения двух поездов в тоннеле погибли почти 500 человек[1].
- 20 марта — после снятия блокады Ленинграда возобновлены рейсы скоростного фирменного поезда Ленинград — Москва «Красная стрела» (начальник поезда — Герой Социалистического Труда Михаил Кардаш, паровозная бригада Петра Волосюка, кочегар — Глазовская)[2].
- В марте началось послевоенное восстановление Кишинёвской железной дороги.
- Построена первая очередь Свердловского паровозоремонтного завода[3].

## Новый подвижной состав
- Заводы ALCO и Baldwin выпустили первые паровозы Еа.
- Построен паровоз Union Pacific 844.
- В Норвегии на заводах компании Norsk Elektrisk & Brown Boveri начался выпуск электровозов серии NSB El 9.